# 제임스 랜디

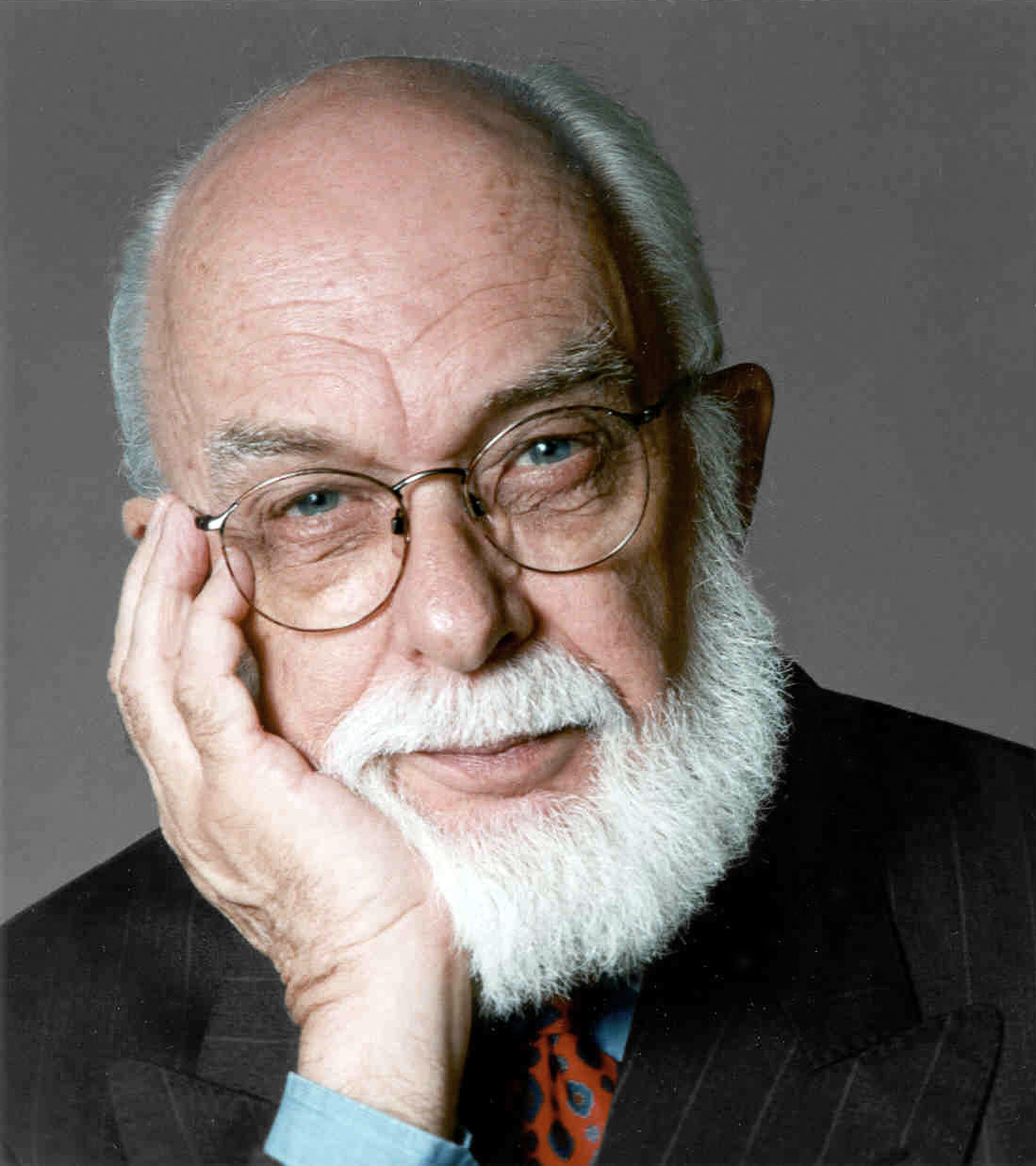

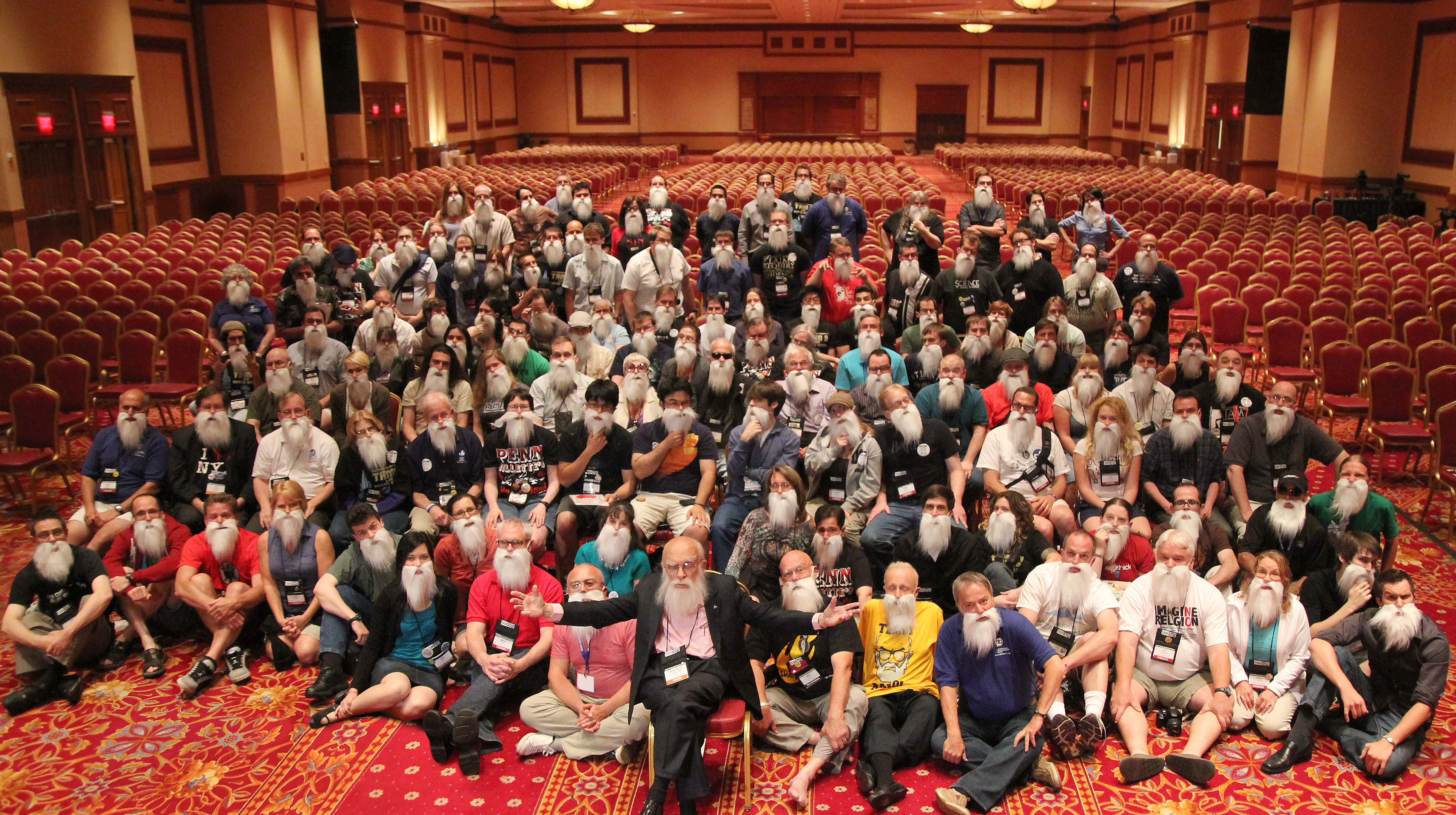
사진

제임스 랜디(영어: James Randi, 1928년 8월 7일 ~ 2020년 10월 20일)는 캐나다 토론토 출신의 마술사이자 저술가이다. 디 어메이징 랜디(The Amazing Randi)라는 예명으로 잘 알려져 있다. 본명은 랜들 제임스 해밀턴 즈윙(영어: Randall James Hamilton Zwinge)이다.

## 경력
랜디는 15세 때 강신술(降神術)의 허구성을 폭로했으나, 어른들로부터 ‘신성한 종교의 집회를 더럽혔다’라는 이유로 경찰에 소환되어 4일간 구류생활을 했다. 랜디는 이 때의 일을 ‘세상에 있는 심령술사, 초능력자에 있어서 가장 불행한 사건’이라고 술회했다. 그는 이때 가짜 초능력자에 대해 일생을 건 복수를 결의하여 지금까지 수많은 가짜 초능력자를 폭로해 냈다.
그는 1950년대부터 탈출을 주특기로 하는 프로 마술사로 활약했다. 1970년대에는 유리 겔라와의 결전으로 세계적인 주목을 끌었다. 1980년대에는 신앙치료를 행하는 인기 TV 전도사 피터 파포프 목사의 사기행위를 폭로하여 주목을 모았다. CSICOP 창설 멤버였으나, 현재는 자신의 송사에 연루되지 않도록 하기 위해 탈퇴했다. 1981년에 발견된 소행성 랜디는 그의 명예를 기리는 의미로 명명되었다. CSICOP 주최로 열린 앙케이트에는 ‘20세기를 대표하는 회의론자 10걸’에 당당히 이름을 올렸다.
2010년 블로그 포스팅을 통해 게이임을 커밍아웃했다. 2020년 10월 20일에 노환으로 사망하였다.

## 카를로스 사건
카를로스 사건은 제임스 랜디가 호주에서 어느 TV 방송국의 기획 하에 다수의 사람과 미디어를 속인 사건이다. 원래는 채널링의 허구성에 관한 기획으로 방송국이 랜디에게 출연을 의뢰한 것에 기인한다.
이를 위해 랜디는 지인인 호세 알바레스를 채널러로 내세웠다. 호세는 채널러로 행세하기 위해 랜디의 훈련 지도를 받았다. 훈련에는 옆구리 밑에 구체를 테이프로 고정시켜 그것으로 혈관을 압박해 팔의 맥박을 떨어뜨리는 방법 등이 포함되어 있었다. 그리고 1988년에 랜디와 호세가 호주를 방문했다.
호주에서, 호세는 카를로스라고 하는 2000살의 정령과 채널링을 할 수 있다고 하여 호주 언론의 인기인이 되었으며, 그것을 믿는 신도들이 양산되었다. 이는 시드니 오페라하우스에서 열린 쇼에서 최고조에 달했다.
이것이 사기임이 밝혀지고 나서도 많은 사람들은 카를로스의 영적이지도 않은 메시지를 믿었다.

## 100만 달러 초능력 챌린지
랜디는 CSICOP의 창립 멤버였지만 그에게 비판받았던 자들의 소송을 피하기 위해 탈퇴했다. 1996년에 맥아더 재단에서 받은 조성금을 기반으로 제임스 랜디 교육재단을 설립했다. 랜디는 ‘100만 달러 초능력 챌린지’($1million Paranormal Challenge)를 주최하여 “과학적으로 실증할 수 있는 초능력을 가진 자에게 100만 달러를 증정한다”는 취지로 전 세계의 초능력자들의 도전을 유도했다. 여기서 초능력을 검증하려면 2단계의 절차를 밟아야 하며, 개시 이래 약 1000명 이상이 도전했지만 아직까지 100만 달러를 받아간 사람은 아무도 없다.
2007년 6월 니혼 TV의 쇼 프로그램인 《게츠요루!》(일본어: ゲツヨル!)의 최종회에 출연하여 투시능력이 있다는 자칭 영능력자의 도전을 물리쳤으며, 시청자에게 다음과 같은 메시지를 보냈다.
| “ | 오늘 또 다시 초능력의 부재가 증명되었습니다. 증명할 수 없는 힘을 믿어서는 안됩니다. 그것은 모두의 인생까지 위협하는 것이 됩니다. 국가든 개인이든 장난으로 초능력을 믿는 것은 대단히 위험한 행위이자 사이비입니다. 이것을 꼭 명심해 주셨으면 좋겠습니다. | ” |

## 저서
- 《폭로: 초능력의 진실》 (The Faith Healers)
- 《제임스 랜디의 마술 이야기》
- Flim-Flam! Psychics, ESP, Unicorns, and Other Delusions